# Unchain The Wolves
«Unchain The Wolves» — дебютний студійний альбом Deströyer 666 виданий 1997 року.

## Опис
Музика та тексти переважно Warslut, автор дизайну обкладинки Алісія Меггарі.
| Інформація про композиції | Інформація про композиції               | Інформація про композиції |
| #                         | Назва                                   | Тривалість                |
| ------------------------- | --------------------------------------- | ------------------------- |
| 1.                        | «Genesis to Genocide»                   | 10:12                     |
| 2.                        | «Australian and Anti-Christ»            | 04:06                     |
| 3.                        | «Satan's Hammer»                        | 04:14                     |
| 4.                        | «Tyranny of the Inevitable»             | 07:00                     |
| 5.                        | «Six Curses from a Spiritual Wasteland» | 05:18                     |
| 6.                        | «Unchain the Wolves»                    | 10:17                     |
| 7.                        | «Damnation's Pride»                     | 03:48                     |
| 8.                        | «Onward to Arktoga»                     | 05:06                     |
| 50:01                     |                                         |                           |

## Склад на момент запису
- Warslut — вокал, гітара
- Ян «Shrapnel» Грей — соло
- Філ «Bullit Eater» Грешік — бас, бек-вокал
- Ballistic Howitzer — ударні[3]